# 高階管理人員
，简称高管，是指公司、企業等組織內的高級經理人或高級管理團隊。

## 概述
一般而言，他們負起公司例行公務的種種責任，也擁有來自董事會或主要股東所授予之特定的執行權力，又稱主管。有部份企業為強化他們的職權等，會另外授予他們執行董事、總裁、副總裁的職銜。而如果他們本身就是合夥人或股東，執行董事也是他們另一個重要的職稱。另外部分公務員也可稱為高階管理人員。一般來說，較高水平的責任存在，如董事會和那些誰自己的公司（股東），但他們專注於管理高層或高層管理，而不是在當天的日常活動的業務。執行管理層通常由公司產品和/或地域部門的負責人以及職能主管組成。
雖然他們要負起例行公務的責任，然而主要職司實是行政管理或重大公司政策的執行等。在專案管理中，高階管理人員更須負責授權專案財務事宜。
高階管理人員可以是高級管理人、高階管理層、高層、較高層級，或是可簡稱為資深人員的泛稱。高層管理人員 (TMT) 是一種特定形式，通常由公司中的一些高層管理人員組成。但是，對於組織的最高管理層是什麼，並沒有明確的定義。它由首席执行官 (CEO) 組織起來處理特定任務。

## 職務
- 首席执行官（CEO）
- 首席行政官（CAO）
- 首席运营官（COO）
- 首席財務官（CFO）
- 首席品牌官（CBO）
- 首席內容官（CCO）
- 首席技術官（CTO）
- 創意總監
- 发展总监（英语：Development director）
- 法律总监（英语：General counsel）